# First Flight to Tokyo: The Lost 1961 Recordings
First Flight to Tokyo: The Lost 1961 Recordings ist ein Jazzalbum von Art Blakey & The Jazz Messengers. Die am 14. Januar 1961 in der Hibiya Public Hall in Tokyo entstandenen Aufnahmen erschienen am 5. November 2021 auf Blue Note Records.

## Hintergrund
Anfang 1961 machte sich die damalige Besetzung der Jazz Messengers mit Art Blakey, Lee Morgan, Wayne Shorter, Bobby Timmons und Jymie Merritt zu einer zweiwöchigen Tournee durch Japan auf und war eine der ersten Gruppen des Modern Jazz, die dies taten. Ihre letzten Konzerte der Tour fanden in der Hibiya Public Hall in Tokio statt, als triumphaler Abschluss einer äußerst erfolgreichen Tournee. Nach Meinung von Adam Sieff war dieses Konzert ein emotionaler Abschluss für die afroamerikanischen Musiker, die in Japan mit mehr Respekt behandelt wurden, als sie es in ihrer Heimat, den Vereinigten Staaten zu erwarten hatten. Im Jahr 2017 hatte Zev Feldman, „Jazzdetektiv“ von Resonance Records erfahren, dass es Tonbandaufnahmen dieser Tokioter Auftritte gab. Sie waren auf einem Nagra-Tonbandgerät für einen Dokumentarfilm über die Tournee aufgezeichnet worden, der jedoch nie veröffentlicht wurde.
Im Laufe der Jahre wurden die Originalbänder auf Viertelzoll-Bandspulen wieder zusammenmontiert, um daraus das neue Album von Blue Note Records zu produzieren. Co-Produzenten des Projektes waren Feldman und David Weiss. Sie entschieden sich, unvollständige Darbietungen der Jazz Messengers nicht in das Album aufzunehmen und wählten eine gegenüber dem Konzert veränderte Laufreihenfolge, bevor die Tonproduktion von Bernie Grundman gemastert wurde. Die Vinyl-Edition und das 2-CD-Paket erschienen beide mit Booklets, das Fotos aus den Archiven der Familie Blakey und der japanischen Fotografen Shunji Okura und Hozumi Nakadaira enthalten. Es umfasst Reproduktionen aus dem originalen japanischen Tourprogramm von 1961, einen Essay von Bob Blumenthal und Interviews unter anderem mit Wayne Shorter, Lou Donaldson, Sadao Watanabe, Blakeys Sohn Takashi Blakey, Louis Hayes, Cindy Blackman und Billy Hart.

## Titelliste
- Art Blakey & the Jazz Messengers: First Flight To Tokyo: The Lost 1961 Recordings (Blue Note 00602435952864, Blue Note BN 2801)[2]

CD 1
1. Now’s the Time (Charlie Parker) – 22:34
2. Moanin’ (Bobby Timmons) – 13:32
3. Blues March (Benny Golson) – 11:44
4. The Theme – 0:32

CD 2
1. Dat Dere (Bobby Timmons) – 12:13
2. ’Round About Midnight (Thelonious Monk) – 13:28
3. Now’s the Time (Version 2) (Charlie Parker) – 17:15
4. A Night in Tunisia (Dizzy Gillespie, Frank Paparelli) – 11:12
5. The Theme (Version 2) – 0:30

## Rezeption

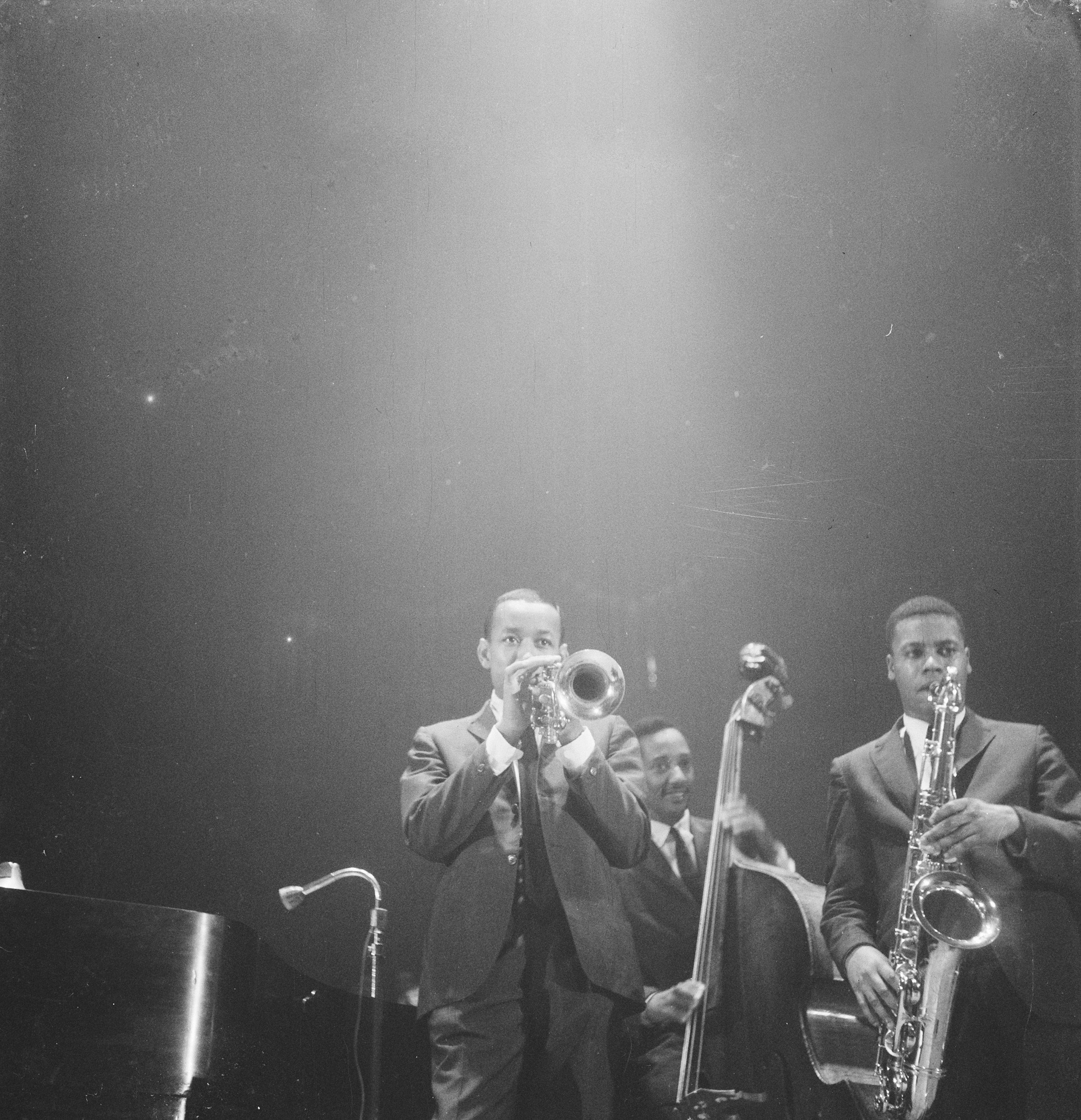
Art Blakey & The Jazz Messengers 1959, mit Lee Morgan, Jymie Merritt und Wayne Shorter (v.l.) im Concertgebouw Amsterdam

Nach Meinung von Adam Sieff (London Jazz News), sei es unnötig zu erwähnen, dass die Musik großartig ist. Es sei alles erstklassiges Repertoire, und jedes Stück sei lang genug, damit die Musiker genug Raum hätten, um sich zu entfalten. Die Version von Bobby Timmons’ Klassiker Moanin’ sei vielleicht die definitive, und sein Dat Dere ebenso großartig. Es gibt zwei Versionen von Now’s the Time, einen swingenden Blues-Marsch, ein schwelendes ’Round About Midnight und eine typische High-Energy-Performance von A Night in Tunisia. Das Solospiel sei durchweg umwerfend, was bei einer so beeindruckenden Gruppe von Musikern, die bald selbst zu Stars werden sollten, keine Überraschung sein könne. Die Atmosphäre und die Reaktion des Publikums hätten dies eindeutig befördert.
Nach Ansicht von Chris May, der das Album in All About Jazz rezensierte, sei First Flight to Tokyo ein Album für Hardcore-Jazz-Messengers-Liebhaber, die bereits wissen, dass diese spezielle Messengers-Besetzung sich auf zwei Blue Note-Studioalben von ihrer besten Seite gezeigt hätte, die ebenfalls 1961 aufgenommen wurden, A Night in Tunisia und Roots and Herbs. Doch eigentlich sei First Flight to Tokyo gar nicht so schlecht; es sei sicherlich kein Blindgänger. Aber es ist auch nicht das Meisterwerk, so der Autor, wie es ohne zu zweifeln von leichtgläubigen Rezensenten kolportiert werde, die mit den wirklich großartigen Live-Alben in der Diskographie der Jazz Messengers vielleicht nicht sehr vertraut seien. Tatsächlich sei es ein solides Album von einer der am härtesten arbeitenden Bands ihrer Ära und durchaus von Interesse. Aber an das Niveau von A Night at Birdland oder At the Cafe Bohemia reiche es nicht heran.
George W. Harris schrieb in Jazz Weekly, man müsse zustimmen, dass Blakeys Band von 1961 in der Besetzung mit Wayne Shorter (der zuvor Benny Golson ersetzt hatte), dem jungen Lee Morgan, sowie mit Bobby Timmons und Jymie Merritt die „Offenbarung des Hard-Bop-Jazz“ sei. Das Album wäre [klanglich] gut aufgenommen und Blakey in inspirierter Form.